# كفر محلة مسير
كفر محلة مسير إحدى قرى مركز قطور التابع لمحافظة الغربية بجمهورية مصر العربية.

## التاريخ
تكونت القرية في سنة 1272 هجري بفصلها عن زمام محلة مسير ثم أعيدت إلى زمام محلة مسير في سنة 1889 م، ثم أعيد تكوينها في سنة 1901. أصلها من توابع مركز كفر الشيخ ثم نقلت إدارتها في عام 1950 إلى مركز قطور.

## السكان
بلغ عدد سكان كفر محلة مسير 1281 نسمة حسب تقدير عام 2018.
| السنة  | 1882 | 1897 | 1907 | 1927 | 1947 | 1960 | 1976 | 1986 | 1996 | 2006  | 2018 |
| ------ | ---- | ---- | ---- | ---- | ---- | ---- | ---- | ---- | ---- | ----- | ---- |
| القرية | 150  | 196  | 349  | 292  | 357  | 526  | 724  | 811  | 1061 | 1,249 | 1281 |